# Magicianul (film din 1988)
Magicianul (în cehă Mág) este un film dramatic cehoslovac din 1988, regizat de František Vláčil. Filmul este despre poetul cehoslovac Karel Hynek Mácha.

## Rezumat
Mácha pleacă la Litoměřice, unde a acceptat postul de notar. Plănuiește să se căsătorească cu Lori, care se pregătește pentru nuntă. Fratele lui Mácha, Michal, vine în locul lui și anunță că Mácha a murit. Mácha și Lori s-au cunoscut în teatrul Kajetán. De asemenea, prezintă întâlnirea lui Mácha cu Márinka, o fată bolnavă care este o fană a poeziilor sale. Mácha aude, de asemenea, că cineva pe nume Hynek i-a ucis tatăl din gelozie. Aceasta îl inspiră pe Mácha să scrie cel mai faimos poem al său, Máj. Când Máj este lansat, este primit negativ, trebuie să o întrețină pe Lori, care este însărcinată, și acceptă un post de notar în Litoměřice. Își petrece timpul liber la Rádobyce, iar într-o zi are loc un incendiu, Mácha ajută oameni de la incendiu, apoi se îmbolnăvește și moare.

## Distribuție
- Jiří Schwarz - Karel Hynek Mácha
- Veronika Žilková - Lori Šomková
- Věra Tichánková - mama lui Lori
- Blažena Holišová - mama lui Mácha
- Jan Hrušínský - fratele lui Mácha, Michal
- Marta Vančurová - Márinka
- Zdeněk Řehoř - tatăl Márinkei
- Václav Knop - Josef Kajetán Tyl
- Jana Švandová - Leni Forchheimová
- Tomáš Juřička - Jan Kaška
- Alexej Okuněv - Karel Sabina
- Jan Kraus - Troian